# Виатор (консул 495 г.)
Флавий Виатор (на латински: Flavius Viator) е римски политик по времето на остготите.
Флавий Виатор е vir clarissimus и през 495 г. консул без колега в Източната Римска империя.